# Surprise-Gletscher (Denali-Nationalpark)
Der Surprise-Gletscher ist ein Gletscher im Denali National Preserve südlich des Denali-Nationalparks im US-Bundesstaat Alaska. Der Gletscher befindet sich im westlich-zentralen Abschnitt der Alaskakette etwa 13 km nördlich des Mount Dall. Er besitzt zwei etwa gleich große Quellgletscher, die von Süden bzw. Norden kommend aufeinander treffen. Der Hauptgletscher strömt anschließend nach Westen und später nach Südwesten. Der Gletscher weist eine maximale Länge von 13 km auf. Am unteren Gletscherende befindet sich ein Gletschersee, der zum Tonzona River abfließt.